# シャルル＝モーリス・ド・タレーラン＝ペリゴール
シャルル＝モーリス・ド・タレーラン＝ペリゴール（Charles-Maurice de Talleyrand-Périgord, [talɛrɑ̃ perigɔr] 発音例１発音例２, 1754年2月2日 - 1838年5月17日）は、フランスのフランス革命から、第一帝政、復古王政、七月王政までの政治家で外交官である。ウィーン会議ではブルボン家代表となり、以後も首相、外相、大使として活躍し、長期にわたってフランス政治に君臨した。日本では一般に「タレーラン」と略される。
姓はタレーラン＝ペリゴールで、現代でもフランス有数の大貴族であるが、ブルボン王政ではオータン司教、第一帝政ではベネヴェント大公であった。日本語でのカナ表記にはタレーラン以外にタレイラン、タレランもある。画家のウジェーヌ・ドラクロワは、その容貌、容姿の酷似やフランス政府の保護などから、息子ではないかといわれる。フランス第二帝政の政治家シャルル・ド・モルニーは孫。

## 生涯
シャルルマーニュの末裔ペリゴール伯爵の直系子孫を自称する名門貴族の家柄で、タレーラン侯爵の次男伯爵家の長男としてシャルル＝モーリスは、パリ（現在のパリ6区）ガランシエル通り (Rue Garancière) 4番地で生まれた。
内反足で片足に障害を持っていたため、父の職責であった連隊長の後を継ぐことができず、父の指示で聖職者の道に進んだ。パリのサン・シュルピス神学校とソルボンヌ大学で神学を修め、1775年、ランスのサン・ドニ修道院長の職に就いた。1779年に司祭に叙階され、当時から反ローマ的な風潮の強かったフランスの教会においてもガリカニスムの急先鋒として知られた。一族の影響力によって順調に出世し、1788年にルイ16世によってブルゴーニュのオータン司教に任ぜられた。
1789年に三部会の第一身分（聖職者）議員に選出され、自身が司教でありながら教会財産の国有化という反カトリック教会的な政策を推進した（万国共通の単位の制定〈後のメートル法〉を国民議会に提案したのも彼であると言われている）。1790年に国民議会議長に選出されるとともに司教職を自ら辞したが、ローマ教皇ピウス6世から、それまでの反カトリック教会的行為を咎められて破門されている。
1792年に外交使節としてイギリスに派遣されるが、フランスでジャコバン派による恐怖政治が吹き荒れたのでそのまま亡命し、アメリカ合衆国に渡った。
1796年にフランスに帰国し、当時愛人だったスタール夫人の推薦により総裁政府の外務大臣となるが、1799年に辞任する。ナポレオン・ボナパルトのブリュメール18日のクーデターの陰謀に参加し、成立した統領政府で再び外務大臣となり、リュネヴィルの和約およびアミアンの和約の成立に貢献し、ナポレオンから高い評価を得る。1803年、ナポレオンの指示でサントル地方のヴァランセ城 (fr) を購入・所有し、外賓の接待に使用した。ナポレオンの皇帝即位後は侍従長も兼ねたが、ヨーロッパ列強の勢力均衡を図ろうとする彼の考えと、ナポレオンのヨーロッパ支配の拡大戦略とは相容れず、1807年に外相を辞任。帝国顕官副大選挙人、元老院議員に就くも、ジョゼフ・フーシェとともにナポレオンの失脚を計画した。
1814年にナポレオンが失脚すると、連合国に請われて臨時政府の代表となり、ルイ18世の即位後は再びフランスの外務大臣となり、ウィーン会議に出席した。この会議では、正統主義を唱えて列強の利害対立を利用し、巧みな外交手腕でフランスの国益を守った。1815年にナポレオンの百日天下のあと、一時首相となったが、過激王党派にフランス革命期の政治活動を非難され失脚した。
1830年の7月革命ではルイ・フィリップの即位に貢献し、この年から1834年までイギリス大使を勤めた。1838年、肺壊疽により死亡。自らの居城だったヴァランセ城近郊にあるノートルダム礼拝堂に埋葬された。

## 評価
「タレーランは、金儲けに精を出していないときは、陰謀を企んでいる」と酷評されたが、一方で敗戦国が戦勝国に要求を呑ませたことで敏腕政治家・外交家としての評価が高い。またルイ16世、総裁政府、ナポレオンらとの関わりを捨てたことから、「裏切りの天才」とも呼ばれていたという。
ナポレオンとタレーランは、互いの天才的な才能を認めあったが、必ずしも親しい関係ではなかった。タレーランの老獪な政治手法をナポレオンは「絹の靴下の中の糞」とこき下ろすこともあった。タレーランは、変節の政治家として嫌われることも多いが、名外交官としてオーストリアのメッテルニヒと並び称され、今も評価が高い。メッテルニヒとともに外交の天才と称されることもある。タレーランは、長年対立関係にあったイギリスとフランスの同盟関係を固め、19世紀と20世紀の200年続く両国の協調と同盟の基礎を作った。両国の同盟関係により後の第一次世界大戦と第二次世界大戦のフランスを勝利に導いたのはタレーランの外交の遺産であった。
タレーランが提案したメートル法が世界の多くの国で度量衡の基準として広く用いられている。

## エピソード
あるとき、タレーランは2匹の大きなヒラメを入手した。これは、当時としては大富豪でもなければ不可能なことだった。さっそく客たちにふるまうことにしたが、しかし2匹同時に食卓に出せば自慢と受け取られ、反発されることも予想される。そこでタレーランはあらかじめ使用人に指示して、1匹目のヒラメ料理を客たちの目前でわざと皿から落とさせて台無しにしてしまった。楽しみにしていたヒラメ料理を食べ損ねて客たちが落胆した所に、タレーランはすかさず2匹目のヒラメ料理を持って来させたため、客たちは大いに歓喜したと言われる。

### 関連書籍
- 長塚隆二 『悪の天才タレイラン』 読売新聞社、1990年2月、ISBN 978-4-643-90005-7。
- 高木良男 『ナポレオンとタレイラン』 中央公論社（上・下）、1997年4月。ISBN 978-4-12-002676-8, 978-4-12-002677-5。
- 鹿島茂 『情念戦争』 集英社インターナショナル、2003年10月、ISBN 978-4-7976-7080-6。
  - 改訂版『ナポレオン フーシェ タレーラン 情念戦争 1789-1815』 講談社〈講談社学術文庫〉、2009年8月、ISBN 978-4-06-291959-3。
- 小栗了之 『タレーラン考 六つの顔を持った男』荒地出版社（現：KADOKAWA）、2005年4月、ISBN 978-4-7521-0136-9。